# Aminoacetonitril
Aminoacetonitril ist eine chemische Verbindung aus der Gruppe der Nitrile. Es ist ein chemischer Verwandter und möglicher direkter Vorläufer der Aminosäure Glycin.

## Vorkommen
Aminoacetonitril fanden Forscher des Bonner Max-Planck-Instituts für Radioastronomie in Zusammenarbeit mit Astronomen aus Australien und den USA in einer dichten, heißen Gaswolke innerhalb des Sternentstehungsgebiets Sagittarius B2. Dieses von den Astronomen auch „Heimat der großen Moleküle“ genannte Objekt besitzt nur einen Durchmesser von 0,3 Lichtjahren und wird von einem tief im Inneren verborgenen jungen Stern aufgeheizt. In diesem fanden sich die meisten der bisher im Weltraum nachgewiesenen organischen Moleküle – darunter so komplexe Verbindungen wie Ethylalkohol, Formaldehyd, Ameisensäure, Essigsäure, Glycolaldehyd und Ethylenglycol.

## Gewinnung und Darstellung
Aminoacetonitril ist das einfachste Strecker-Addukt, da es bei der Kondensation von Formaldehyd mit Blausäure und Ammoniak entsteht.
{\displaystyle \mathrm {CH_{2}O+HCN+NH_{3}\longrightarrow C_{2}H_{4}N_{2}+H_{2}O} }

## Eigenschaften

### Chemische Eigenschaften
Durch Verseifung der Nitrilgruppe (Vervollständigung der Strecker-Synthese) unter Abspaltung von Ammoniak kann Glycin erzeugt werden:

### Toxizität
Aminoacetonitril wirkt toxisch und schädigt das Bindegewebe, vermutlich durch die Bildung von Cyanid durch Zersetzung. Letzteres hemmt das Enzym Cytochrom-c-Oxidase, welches auch im Bindegewebe enthalten ist.